# ویولا دا گامبا
ویول یا ویولای زانویی یا ویولا دا گامبا (به ایتالیایی: viola da gamba) سازی زهی و آرشه‌ای است که هنگام نواختن بین زانوها قرار می‌گیرد. پیشینهٔ خانوادهٔ این ساز به اسپانیای قرن پانزدهم بازمی‌گردد و اوج کاربردش در دوره‌های رنسانس و باروک بوده‌است.

## ساختار
ویولا دا گامبا اغلب دارای شش سیم است که با فاصلهٔ چهارم کوک می‌شوند و یک سیم در وسط با فاصلهٔ سوم آن قرار می‌گیرد و تقریباً گامبه باس است. نت‌نویسی آن شامل سوپرانو، آلتو، تنور بوده و با کلید باس نت‌نویسی می‌شود. تفاوت بدنهٔ آن با ویولاهایی که در آینده ساخته شد، حالت خمیدگی و تیز شدن لبهٔ سرخمیدهٔ متصل به دسته است. اغلب سازهای گامبه سوراخ‌های C مانند دارند که با سوراخ‌های F مانند جدید متفاوت است. کف ویول صاف است و دارای شیطانک بلندی است. قسمت حلزونی آن معمولاً به یک سر ختم می‌شود. دستهٔ آن، دارای تقسیم‌بندی است و پرش از خرک آن کمی خمیدگی دارد که نواختن چندصدایی را راحت‌تر می‌کند.

## نگارخانه

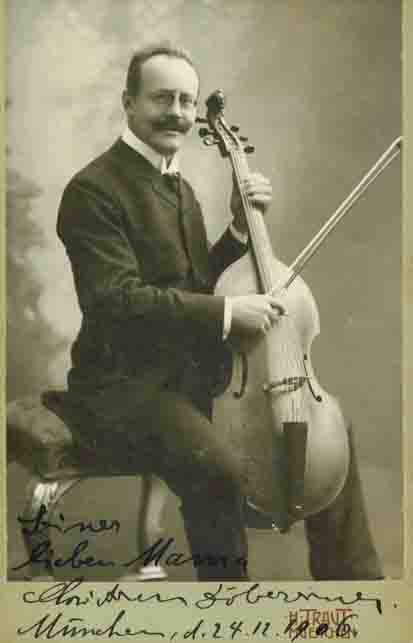
کریستین دوبرینر همراه با یک ویولا دا گامبا
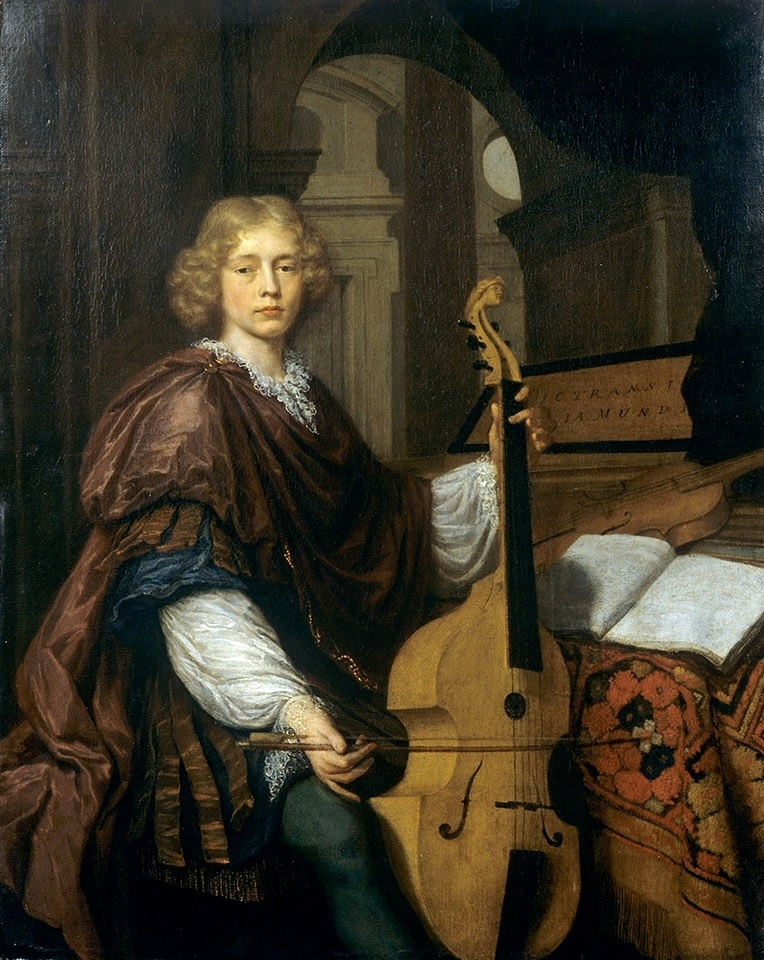
یک نوازنده جوان ویولا دا گامبا
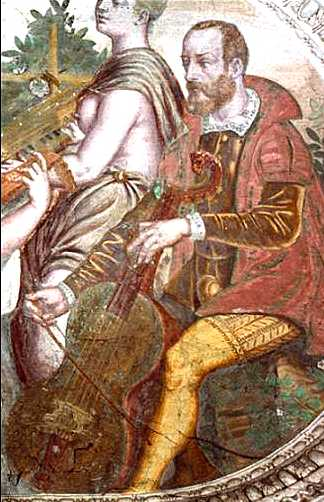
ویول گیتارمانند در اثری از لاتانزیو گامبارا، ۱۵۶۰